# Суха Балка (Миколаївський район)
Суха́ Ба́лка — село в Україні, в Ольшанській селищній громаді Миколаївського району Миколаївської області. Населення становить 111 осіб.

## Населення

### Мова
Розподіл населення за рідною мовою за даними перепису 2001 року:
| Мова            | Кількість | Відсоток |
| --------------- | --------- | -------- |
| українська      | 101       | 90.99%   |
| російська       | 9         | 8.11%    |
| інші/не вказали | 1         | 0.90%    |
| Усього          | 111       | 100%     |